# Negotin
Negotin (in serbo Неготин?) è una città e una municipalità del distretto di Bor nel nord-est della Serbia centrale. È situata al confine tra Serbia, Romania e Bulgaria.

## Municipalità
La municipalità di Negotin comprende la città di Negotin e i seguenti villaggi:
| - Aleksandrovac - Braćevac - Brestovac - Bukovče - Crnomasnica - Čubra - Dupljane - Dušanovac - Jabukovac - Jasenica | - Karbulovo - Kobišnica - Kovilovo - Mala Kamenica - Malajnica - Mihajlovac - Miloševo - Mokranje - Plavna - Popovica | - Prahovo - Radujevac - Rajac - Rečka - Rogljevo - Samarinovac - Šarkamen - Sikole - Slatina - Smedovac | - Srbovo - Štubik - Tamnič - Trnjane - Urovica - Veljkovo - Vidrovac - Vratna |  |

## Galleria d'immagini

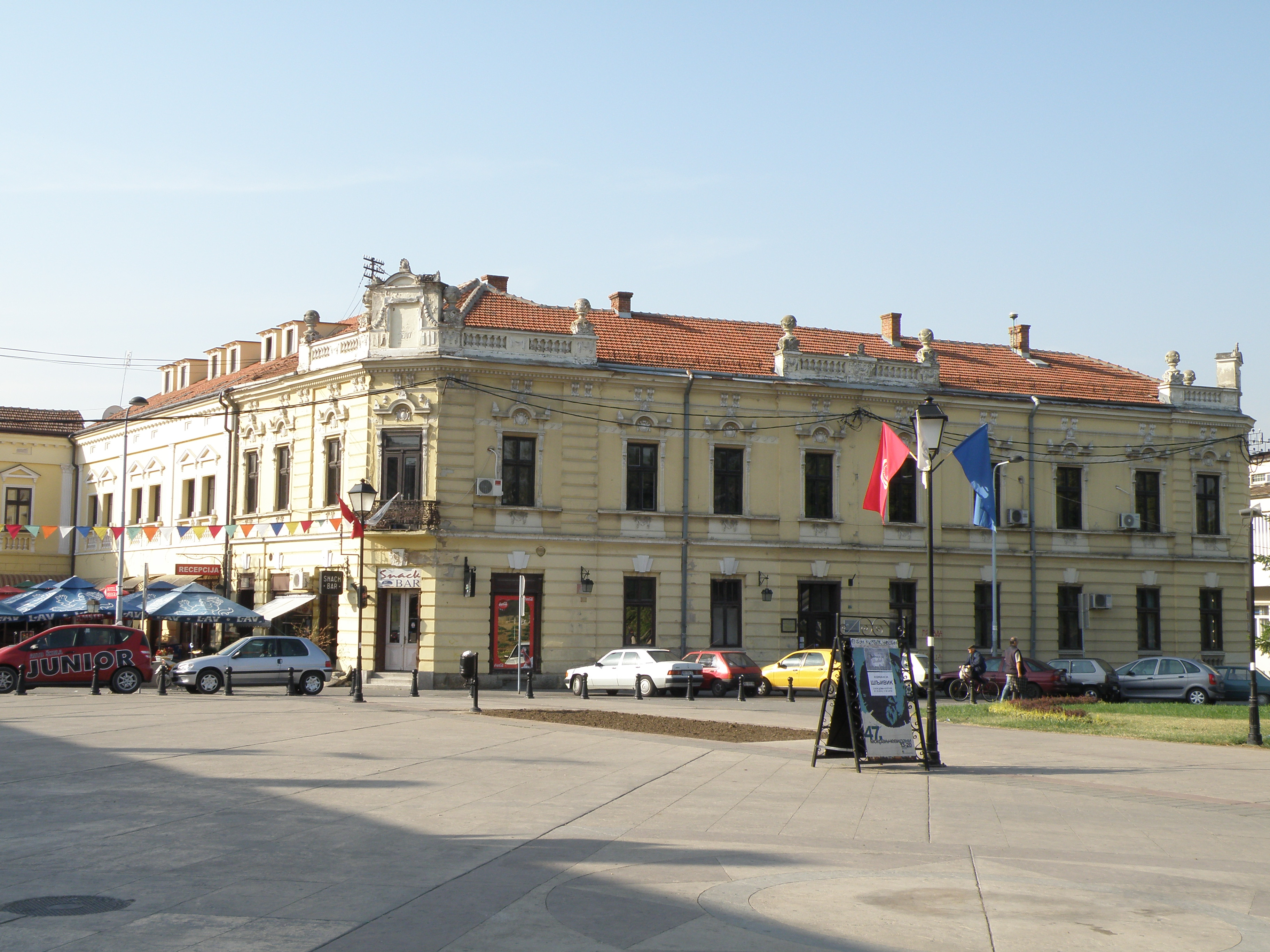
Antica farmacia
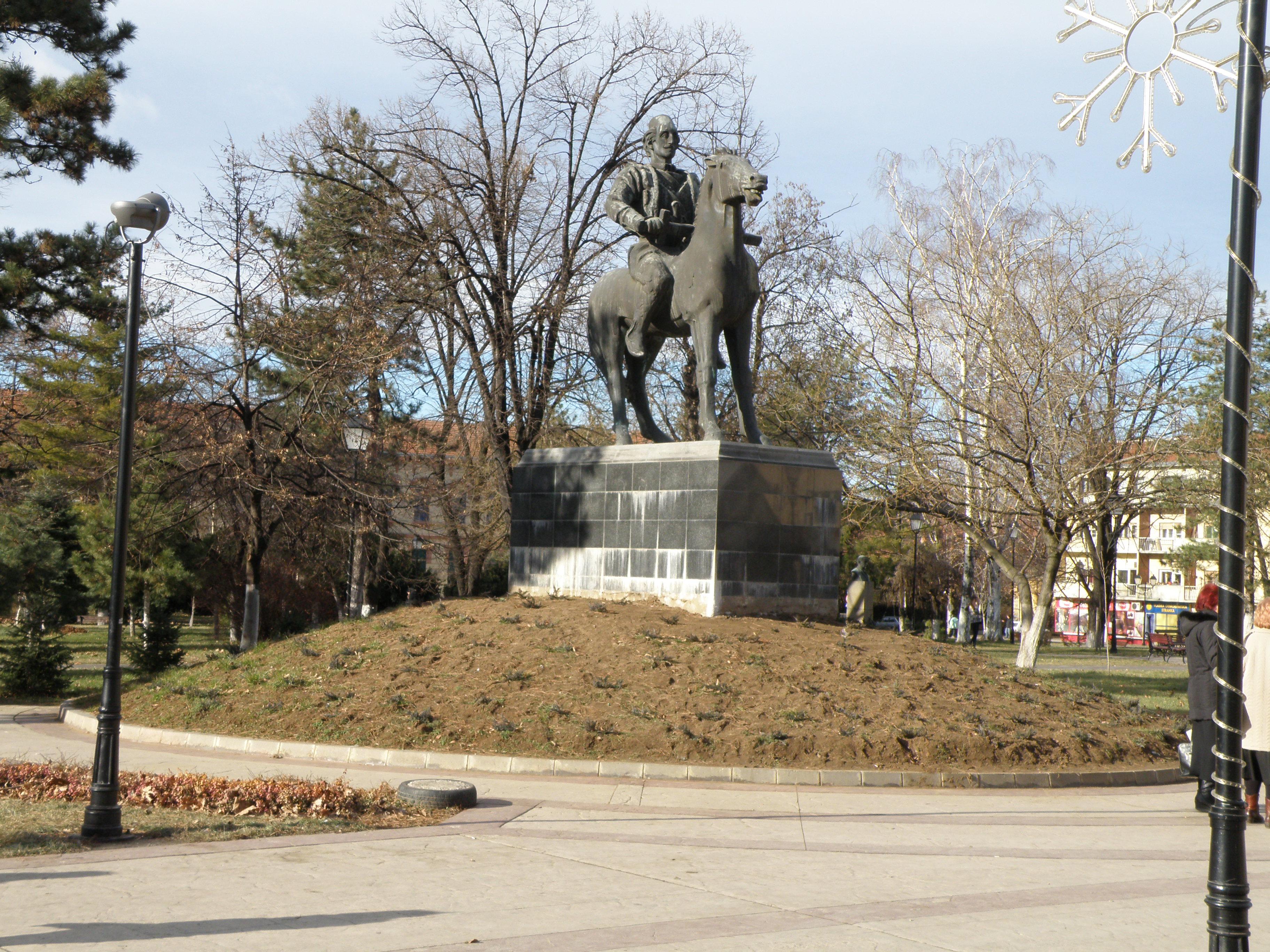
Monumento a Hajduk Veljko
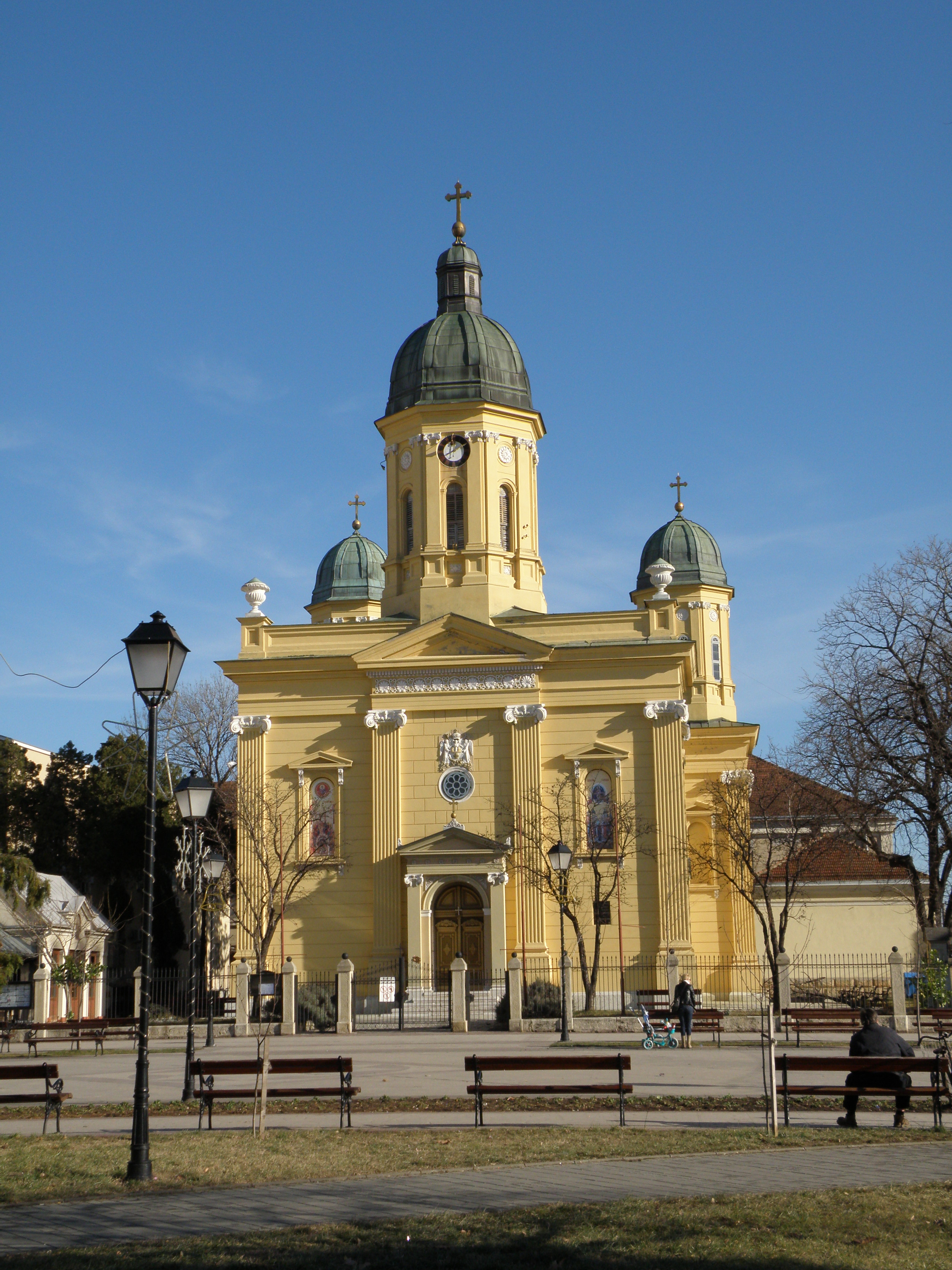
Chiesa della Santa Trinità
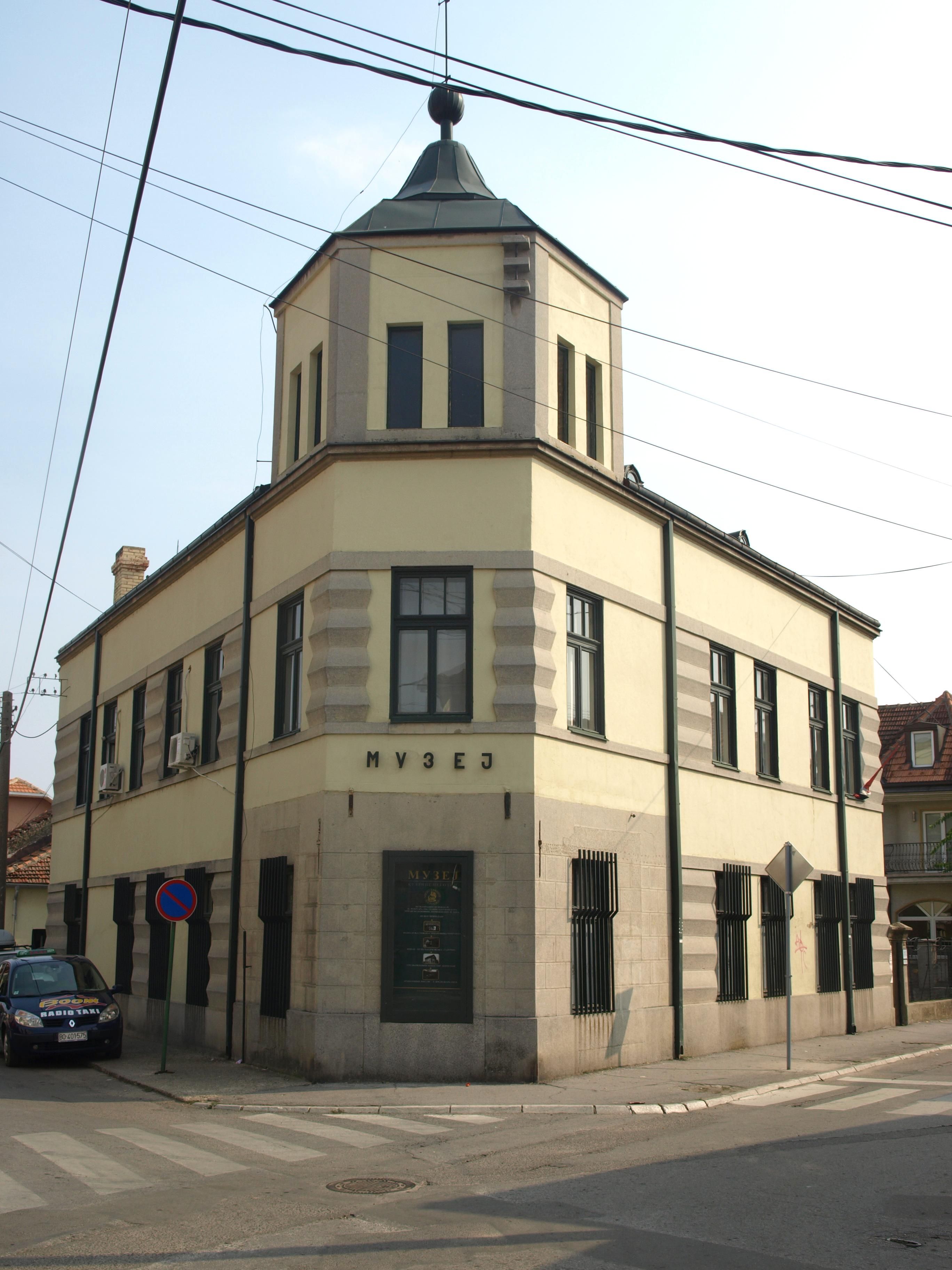
Museo cittadino